# Sinan Sakić
Sinan Sakić (serbiska:Синан Сакић), även känd som Siki, född 13 oktober 1956 i Loznica, Serbien (i forna Jugoslavien), död 1 juni 2018 i Belgrad, var en populär serbisk folkmusiker och popsångare. Han började sin karriär 1978 med singlarna Rastanak kraj reke och Sreli smo se mnogo kasno. År 2006 hade han släppt 27 album. Hans största hit är förmodligen Hej otkad sam se rodio eller Umreću s osmehom.
Han var rom.
Hans son, Medo Sakić, är också sångare. Hans mest kända sånger är Pijem na eks, Zoko moja zoko och Miko druze moj.